# Hubert Lilliefors
Hubert Whitman Lilliefors (ur. 14 czerwca 1928, zm. 23 lutego 2008 w Bethesdzie) – amerykański statystyk, twórca testu Lillieforsa. 